# Lanivci
Lanivci (ukrajinsky Ланівці, rusky Лановцы – Lanovcy, polsky Łanowice) jsou město v Ternopilské oblasti na Ukrajině. K roku 2011 měly přes osm tisíc obyvatel.

## Poloha
Město leží na řece Žyraku, pravém přítoku Horyně.

## Dějiny
První zmínka o obci je z roku 1444. Později patřily Lanivci do Volyňského vojvodství Republiky obou národů. Po třetím dělení Polska v roce 1795 připadla obec Ruskému impérium. V meziválečném období v letech 1919 až 1939 byla součástí druhé Polské republiky a po druhé světové válce připadla Ukrajinské sovětské socialistické republice.
V roce 1956 se Lanivci staly sídlem městského typu a v roce 2001 je ukrajinský parlament povýšil na město.